# Nora Tilley
Pour les articles homonymes, voir Tilley.
 (mars 2023).
Si vous disposez d'ouvrages ou d'articles de référence ou si vous connaissez des sites web de qualité traitant du thème abordé ici, merci de compléter l'article en donnant les références utiles à sa vérifiabilité et en les liant à la section « Notes et références ».
Nora Tilley, née le 3 février 1952 à Bruxelles (Belgique) et morte le 20 juin 2019 à Putte (Belgique), est une actrice belge.

## Biographie
En 1983, Nora Tilley interprète Julie, la putain de village, dans le film historique de Dré Poppes sur la Première Guerre mondiale, Daar is een mens verdronken (nl), adapté du roman de l'écrivain flamand Ernest Claes.
Dans les années 1980 et 1990, elle joue dans de nombreux films tels que De Kapersbrief (1989), Moordterras (1991), Intensive Care (1991), Het glas van roem en dood (1992), Les Sept Péchés capitaux (segment « La Pureté » d'Ivan Lemoine, 1992).
Dans le monde du théâtre, Nora Tilley est depuis longtemps active au Mechels Miniatuur Teater (nl). De 1998 à 2006, elle joue dans le défunt Raamtheater. Amanda en de Widowmaker, Frankie en Johny au clair de lune, De Libertijn ne sont que quelques pièces dans lesquelles elle a joué. Au cours des dernières années, elle n'a plus joué que pour la troupe de théâtre anversoise Theater aan de Stroom, où elle a été vue dans des adaptations théâtrales, notamment de Walter van den Broeck et de Harry Mulisch.
À la fin de sa vie, Tilley se consacre principalement à la gestion d'un centre d'amincissement et de bien-être à Putte et d'un restaurant bio à Bonheiden.
En août 2018, elle fait part aux médias qu'elle a reçu un diagnostic de sclérose latérale amyotrophique (SLA). Tilley opte finalement pour l'euthanasie et meurt à son domicile le 20 juin 2019,.